# Assemblea di Madrid
L'Assemblea di Madrid (in spagnolo Asamblea de Madrid) è l'organo che detiene il potere legislativo della comunità autonoma di Madrid dall'adozione dello Statuto di Autonomia di Madrid nel 1983. 
È eletta ogni quattro anni, per quanto, secondo lo Statuto di Autonomia della Comunità, essa a possa essere sciolta per indire elezioni anticipate (come nei Paesi Baschi, in Catalogna, Galizia e Andalusia), tranne in circostanze eccezionali. 
Secondo lo statuto, inoltre, l'Assemblea ha il potere di emanare le leggi della regione, di controllare le azioni del governo regionale e di eleggere il presidente della Comunità. Le sedute si tengono nel quartiere di Vallecas, a Madrid, in una sala inaugurata nel 1998 appositamente progettata per l'assemblea.

## Composizione
La legislatura è attualmente (dal 2023) composta da 136 deputati, che vengono eletti immediatamente in liste di partiti chiuse per un periodo di 4 anni. I seggi sono distribuiti secondo il metodo proporzionale D’Hondt in un unico collegio elettorale, il che rende l'Assemblea di Madrid uno dei parlamenti più grandi del mondo ad avere questa particolarità elettorale. 
Ciò ha indotto, al tempo, il Presidente Esperanza Aguirre nel 2007 a proporre di dividere la Comunità di Madrid in dodici circoscrizioni. Il presunto vantaggio era aumentare i contatti tra i rappresentanti ed i loro elettori, ma la riforma è stata respinta dal resto dei partiti in Assemblea in quanto non si trattava di una questione urgente e avrebbe modificato la composizione dell'assemblea in favore del partito più votato. Alla fine, la proposta fu abbandonata, anche se il Presidente Aguirre aveva la maggioranza per passarla attraverso l'Assemblea, perché sarebbe stata sconfitta nelle Cortes Generales, visto che tale proposta sarebbe dovuta essere attuata attraverso un processo di riforma della Carta dell'Autonomia.

## Commissioni
L'assemblea organizza i suoi lavori in varie commissioni. Esse sono costituite dal Presidio dell'Assemblea su raccomandazione del Consiglio di presidenza. Allo stesso tempo, viene altresì determinato il numero e il raggruppamento dei membri. 
La scelta della composizione delle commissioni è invece un compito spettante ai gruppi politici, che devono sempre essere rappresentati in quest’ultimi. 
Le commissioni sono guidate da un ufficio composto da un presidente, un vicepresidente e un segretario, mentre ogni gruppo nomina un portavoce e un vice portavoce della stessa commissione, che di solito si occupa anche di queste questioni in aula.